# União das Freguesias de Pombal e Vales
Die União das Freguesias de Pombal e Vales ist eine portugiesische Gemeinde (Freguesia) im Kreis (Concelho) Alfândega da Fé, Distrikt Bragança, im Nordosten Portugals.

## Geschichte
Die Gemeinde entstand im Zuge der Gebietsreform vom 29. September 2013 durch die Zusammenlegung der ehemaligen Gemeinden Pombal und Vales.
Pombal wurde Sitz der neuen Verwaltung.

## Demographie
| Freguesia | Freguesia      | Freguesia | Freguesia       | ehemalige Freguesias | ehemalige Freguesias | ehemalige Freguesias | ehemalige Freguesias |
| --------- | -------------- | --------- | --------------- | -------------------- | -------------------- | -------------------- | -------------------- |
| Wappen    | Freguesia      | Einwohner | Fläche in (km²) | Wappen               | Freguesia            | Einwohner            | Fläche in (km²)      |
|           | Pombal e Vales | 147       | 15,19           |                      | Pombal               | 120                  | 8,41                 |
|           | Pombal e Vales | 147       | 15,19           | Vales                | 78                   | 6,79                 |                      |